# Killer Elite Squad
Palmarès
2 fois champion du monde par équipe de la National Wrestling Alliance
2 fois champions par équipe International Wrestling Grand Prix
2 fois champion par équipe Global Honred Crown
Killer Elite Squad (fréquemment abrégé par l'acronyme KES) est une équipe de catch (lutte professionnelle) composée de Davey Boy Smith, Jr. et Lance Archer. Le duo travaille pour la New Japan Pro Wrestling (NJPW) et la Pro Wrestling NOAH (NOAH) et fait partie du clan Suzuki-gun.
Formé en septembre 2012 quand Harry Smith rejoint la New Japan Pro Wrestling en tant que membre de Suzuki-gun, ils deviennent rapidement champion par équipe International Wrestling Grand Prix (IWGP), titre qu'ils obtiennent une seconde fois. Ils remportent ensuite le championnat du monde par équipe de la National Wrestling Alliance (NWA) à deux reprises. En 2015, Suzuki-gun rejoint la Pro Wrestling NOAH où Smith et Archer obtiennent le championnat par équipe Global Honored Crown (GHC). 

## Carrière

### New Japan Pro Wrestling (2012-2014)
L'équipe se forme lorsque Harry Smith arrive à la New Japan Pro Wrestling le 7 septembre 2012 et rejoint le clan Suzuki-gun. Ce jour-là, il fait équipe avec Lance Archer, Minoru Suzuki et Taka Michinoku et ils se font disqualifier au cours de leur combat face à TenKoji (Hiroyoshi Tenzan et Satoshi Kojima), Togi Makabe et Yuji Nagata à la suite de l'intervention de Kengo Mashimo en faveur de Suzuki-gun. Fin septembre, Smith change de nom de ring pour celui de Davey Boy Smith Jr. en hommage à son père. Ils deviennent champion par équipe International Wrestling Grand Prix (IWGP) le 8 octobre après leur victoire sur TenKoji. Le 12 novembre, la NJPW annonce que KES va participer au tournoi World Tag League. Le 1er décembre, ils terminent second exæquo de la phase de groupe qui se termine du tournoi avec huit points. Le lendemain, ils éliminent Togi Makabe et Wataru Inoue en demi finale avant d'échouer en finale face à Karl Anderson et Hirooki Goto.
Anderson et Goto deviennent les challengers pour le titre par équipe de KES à Wrestle Kingdom 7 le 4 janvier 2013 mais cel n'empêche pas Archer et Smith de conserver leur titre,. Le 10 février au cours de The New Beginning, TenKoji tentent de récupérer le titre par équipe mais Taka Michinoku intervient en fin de match permettant à KES de conserver leur titre. La seconde défense du titre par équipes IWGP de KES a l ieu le 5 avril durant Road To Invasion Attack où ils battent Shinsuke Nakamura et Tomohiro Ishii. Juste après ce combat, Tenzan et Kojima viennent demander un autre match de championnat. Quelques jours plus tard, la NJPW annonce que le prochain match de championnat de Killer Elite Squad le 3 mai durant Wrestling Dontaku 2013 va les opposer à Tenkoji, Manabu Nakanishi et Strong Man ainsi que Toru Yano et Takashi Iizuka. Le règne de KES prend fin durant ce match quand Satoshi Kojima donne la victoire à son équipe en effectuant le tombé sur Strong Man. 
Lors de Wrestle Kingdom 8, ils perdent les IWGP Tag Team Championship contre Bullet Club (Doc Gallows et Karl Anderson). Lors de The New Beginning in Hiroshima, ils perdent contre Bullet Club (Doc Gallows et Karl Anderson) et ne remportent pas les IWGP Tag Team Championship. Lors de Back to the Yokohama Arena, ils perdent contre Tencozy dans un three-way match qui comprenaient également Rob Conway et Wes Brisco et ne remportent pas les NWA World Tag Team Championship. 
Lors de King of Pro-Wrestling 2014, ils battent TenKoji (Hiroyoshi Tenzan et Satoshi Kojima) et remportent pour la deuxième fois les NWA World Tag Team Championship.

### Circuit indépendant nord-américain (2013-...)
Smith et Archer n'ont pas des contrats d'exclusivité avec la New Japan Pro Wrestling ce qui leur permet de faire quelques matchs sur le circuit indépendant nord-américain. Le 18 janvier 2013, ils sont au Canada à la Hart Legacy Wrestling où ils affrontent Bobby Lashley et Chris Masters mais l'intervention de Johnny Devine en faveur de Lashley et Masters cause leur disqualification et déclenche une bagarre. Cela se conclut par un match par équipe de trois où K.E.S et Lance Storm l'emportent sur Lashley, Masters et Devine. Le 20 avril, ils sont à la National Wrestling Alliance (NWA) Houston où ils deviennent champions du monde par équipe de la NWA après leur victoire sur Ryan Genesis et Scott Summers. Ils défendent ce titre avec succès le 18 octobre face à Hiroyoshi Tenzan et Jushin Thunder Liger. Lors de House of Hardcore VII, ils perdent contre Team 3D (Bully Ray et Devon). Lors de WC Tough Act To Follow, un show de la WrestleCircus, ils battent les Guerrillas of Destiny (Tama Tonga et Tanga Roa).

### Pro Wrestling NOAH (2015-2016)
Le 10 janvier 2015, K.E.S fait ses débuts à la Pro Wrestling Noah en attaquant le GHC Heavyweight Champion Naomichi Marufuji et les GHC Tag Team Champions TMDK (Mikey Nicholls et Shane Haste) avec tous les autres membres de Suzuki-gun. Le 11 février, ils battent TMDK et remportent les GHC Tag Team Championship. Ils perdent en finale du Global Tag League 2015 contre Dangan Yankies (Masato Tanaka et Takashi Sugiura),. Le 19 septembre, ils conservent leurs titres contres War Machine (Hanson et Raymond Rowe).
Le 28 mai 2016, ils perdent les titres contre Naomichi Marufuji et Toru Yano. Le 23 novembre, ils battent Naomichi Marufuji et Toru Yano et remportent les GHC Tag Team Championship pour la deuxième fois. Le 3 décembre, ils perdent les titres contre Gō Shiozaki et Maybach Taniguchi.

### Retour à la New Japan Pro Wrestling (2017-2019)
Le 5 janvier 2017, ils retournent à la New Japan Pro Wrestling avec les autres membres de Suzuki-gun en attaquant le clan Chaos avec lui et Smitch ciblant principalement les IWGP Tag Team Champions, Tomohiro Ishii et Toru Yano. Lors de The New Beginning in Sapporo, ils perdent contre Chaos (Tomohiro Ishii et Toru Yano) dans un Three-Way Match qui comprenaient également Great Bash Heel (Togi Makabe et Tomoaki Honma) et ne remportent pas les IWGP Tag Team Championship.
Lors de Destruction In Kobe 2017, ils battent Guerrillas of Destiny et War Machine et remportent les IWGP Tag Team Championship pour la troisième fois. Lors de King Of Pro-Wrestling 2017, ils conservent les titres contre Guerrillas of Destiny et War Machine. Lors de Wrestle Kingdom 12, ils perdent les titres contre Los Ingobernables de Japón (Evil et Sanada).
En juin 2018, ils effectuent 2 apparitions pour la promotion américaine Ring Of Honor. Le 15 juin, ils font équipe avec The Kingdom (Matt Taven et Vinny Marseglia) et perdent contre Bullet Club (Adam Page, Marty Scurll, Matt et Nick Jackson). Le lendemain, ils perdent contre The Briscoe Brothers (Jay Briscoe et Mark Briscoe) et ne remportent pas les ROH World Tag Team Championship.

## Palmarès
National Wrestling Alliance
- 2 fois NWA World Tag Team Championship[39]

New Japan Pro Wrestling
- 3 fois IWGP Tag Team Championship[39]

Pro Wrestling NOAH
- 2 fois GHC Tag Team Championship[39]